# Ralph Mulford
Ralph Mulford, född 28 december 1884 i Brooklyn i New York i USA, död 23 oktober 1973 i Asbury Park i New Jersey i USA, var en amerikansk racerförare.

## Racingkarriär
Mulford var en pionjärerna inom amerikansk racing, och deltog i det allra första loppet i Indianapolis 500 1911, där han körde upp sig från en 29:e plats till en andra, och slogs om segern med Ray Harroun, när han fick däcksproblem och tvingades byta sina, vilket gjorde att hans chans till seger minskade. Mulford slutade till slut en minut bakom Harroun, och fick inte äran att bli historiens första vinnare av ett 500 mile-lopp. Han tog sin första titel i det nationella mästerskapet 1911, vilket gjorde det till hans mest framgångsrika år i karriären. Mulford vann sedan mästerskapet även 1918, men bägge titlar ska enligt sidan Champ Car stats betraktas som inofficiella, då titlarna delades ut retroaktivt 1925. Mulford vann totalt 19 mästerskapstävlingar innan han avslutade sin karriär 1926.